# At the Drive-In
At The Drive-In (ATD-i) je bila američka grupa iz El Pasa, Teksas od 1993. do 2001.

## Povijest
Inspirirani sastavima Fugazi i Drive Like Jehu, Cedric Bixler-Zavala i Jim Ward su 1993. osnovali At The Drive-In. U sastavu su još bili Omar Rodriguez-Lopez na gitari, Paul Hinojos na bas-gitari i Tony Hajjar na bubnjevima. Njihova glazba je bila snažnog hardcore post punk zvuka s tekstovima punima tajnovitosti i metaforičnosti. Svoj prvi EP Hell Paso su izdali 1994. godine. Njihov najpoznatiji album je bio Relationship of Command, koji im je bio i zadnji u njihovoj karijeri.

## Raskid
2001. godine, na vrhuncu njihove karijere, At The Drive-In su se raspali, za posljedicu prekida su naveli 'drugačija zanimanja stila glazbe'. Omar i Cedric su započeli novi sastav The Mars Volta, kao i Jim, Tony i Paul, Sparta.

## Članovi
- Cedric Bixler - gl. vokal
- Jim Ward - gitara, klavir, vokal
- Omar Rodriguez - gitara
- Paul Hinojos - bas-gitara
- Tony Hajjar - bubnjevi

## Diskografija

### Studijski albumi
- Acrobatic Tenement (1996.) (Flipside)
- In/Casino/Out (1998.) (Fearless)
- Relationship of Command (2000.) (Grand Royal) VB #33

### EP
- Hell Paso (1994.) (Western Breed)
- Alfaro Vive, Carajo! (1995.) (Western Breed/Headquarter/Restart)
- El Gran Orgo (1997.) (One Foot/Offtime)
- Vaya (1999.) (Fearless)

### Singles
- "Metronome Arthritis" (1999.)
- "Rolodex Propaganda" (2000.)
- "One Armed Scissor" (2000.) VB #64
- "Rolodex Propaganda" (2001.) obradio Iggy Pop VB #54
- "Invalid Litter Dept." (2001.) VB #50

### Kompilacije
- This Station Is Non-Operational (2005.) (Fearless) featuring VB #118

### Ostali materijal
- ATDI / Aasee Lake (1998.) (Ghetto Defendant/Nerd Rock)
- ATDI / Sunshine (2000.) (Big Wheel Recreation)
- ATDI / Burning Airlines (2000.) (Thick Records)
- ATDI / The Murder City Devils (2000.) (Buddyhead Records)

### Videografija
From Vaya
- "Metronome Arthritis" (1999.)

From Relationship of Command
- "One Armed Scissor (2000.)
- "Invalid Litter Dept. (2000.)

## Vanjske poveznice
- At the Drive-In  Arhivirana inačica izvorne stranice od 11. ožujka 2008. (Wayback Machine) na Synthesis.netu
- U svijetu